# Tướng đá

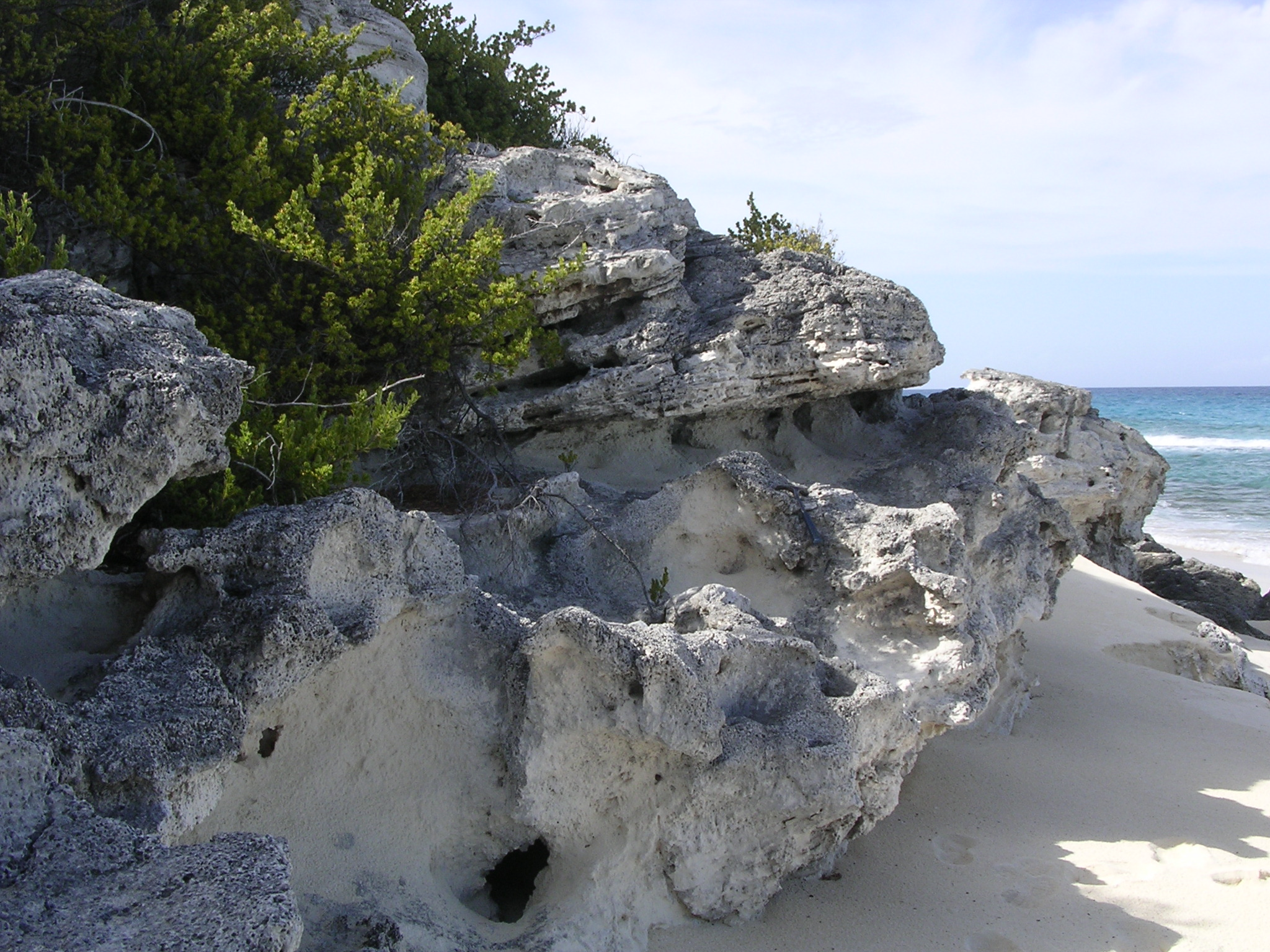
Tướng cacbonat Eolianite (Holocen) ở Long Island, Bahamas.

Trong địa chất học, tướng đá có những đặc điểm đặc trưng, gồm những tính chất của đá như hình dạng bên ngoài, thành phần, hoặc điều kiện thành tạo, và những thay đổi của các tính chất này ở theo khu vực địa lý.
Các tính chất cụ thể như đặc điểm lý, hóa, và sinh học có thể phân biệt nó với các đá xung quanh.